# DeValls Bluff
DeValls Bluff – miasto w Stanach Zjednoczonych, w stanie Arkansas, w hrabstwie Prairie.